# 디르크 카윗
디르크 카윗(네덜란드어: Dirk Kuijt, (듣기 (도움말·정보)), 1980년 7월 22일, 네덜란드 카트베이크 ~ )는 네덜란드의 옛 축구 선수로, 최근까지 네덜란드 데르더 디비시의 축구 클럽 퀵 보이스에서 뛰었다. 포지션은 스트라이커와 윙어이다.

## 선수 경력

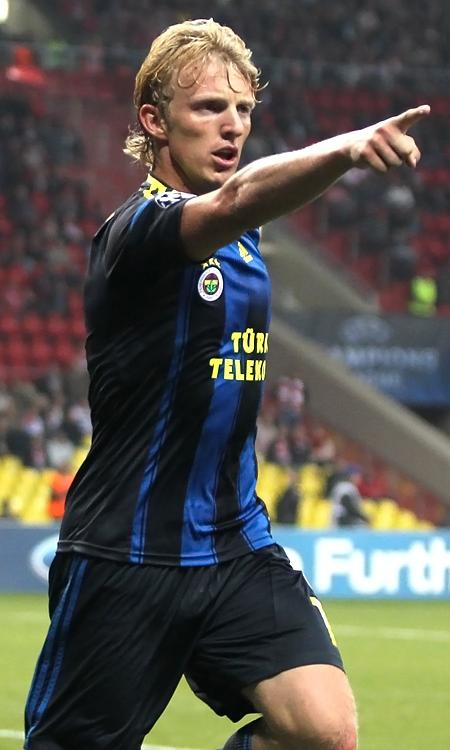
2012년 페네르바흐체의 카위트

1998년 네덜란드 위트레흐트에 입단해 두각을 나타냈고, 팀의 주전 선수로 활약하였다. 2002-2003 시즌에는 20득점을 올리는 활약을 펼쳤고, 이 활약을 인정받아 2003-2004 시즌부터 페예노르트에서 뛰기 시작하였다. 페예노르트 시절, 현재 첼시에서 뛰고 있는 살로몽 칼루와 강력한 투톱을 형성해 팀의 주력 공격수로 성장하였다. 2004-2005 시즌에는 29골을 넣어 리그 득점왕에 오름과 동시에, 2004년 9월 3일 네덜란드 대 리히텐슈타인 전에서 대표팀 데뷔전을 치렀다.
2006년 여름에는 1000만 파운드라는 이적료에 프리미어리그의 리버풀로 이적하였고, 이적한 지 얼마되지 않아 주전 선수로 활약하기 시작하였다.
이적한 첫 시즌인 피터 크라우치, 크레이그 벨라미, 루이스 가르시아 등과 함께 공격진에서 크게 활약하였고, 2007-08 시즌에는 페르난도 토레스, 안드리 보로닌과 함께 리버풀의 공격진을 형성하였으나, 리그에서의 득점 수는 크게 감소하고, UEFA 챔피언스리그에서는 11경기에서 5골을 넣는 활약을 펼쳤다.
2008-09 시즌에는 개막 당초부터 오른쪽 윙어가 되어 페르난도 토레스의 대역으로 활약해 발군의 활약을 펼쳤다. 2009년 4월에는 리버풀과 2012년까지 계약을 연장하였다.
2012년 6월 페네르바흐체로 이적하였다.
2015년 페예노르트로 이적하였다. 35살이라는 노장에 불구하고 19골을 득점하는 화력을 보여주었다. 2017년까지 1년 재계약을 체결했다.
2017년 5월 17일 은퇴 선언하였다.
2018년 4월 5일, 다음 시즌 페예노르트 U-19의 감독으로 임명되었다.
2018년 4월 7일, 자신이 코치로 있는 퀵 보이스의 공격수 부족으로 현역에 복귀했다.

## 수상
클럽
 FC 위트레흐트
- 우승
  - 2002-03 네덜란드컵
- 준우승
  - 2001-02 네덜란드컵

 리버풀 FC
- 우승
  - 2011-12 풋볼 리그 컵
- 준우승
  - 2006-07 UEFA 챔피언스리그
  - 2008-09 잉글리시 프리미어리그

 FC 페예노르트 로테르담
- 우승
  - KNVB컵: 2015-16
  - 에레디비시: 2016-17

국가대표팀
 네덜란드
- FIFA 월드컵 : 준우승 (2010), 3위 (2014)

개인
 에레디비시
- 골든 슈 수상
  - 2003, 2006
- 득점왕
  - 2004-05

## 같이 보기
- A매치 100경기 이상 출전한 축구 선수 명단